# Oro incenso e birra
Oro incenso e birra je 4. studijski album talijanskog rock glazbenika Zucchera. Izašao je 1989. godine i postao najprodavaniji album u povijesti Italije.
Bio je to posljednji Zuccherov album kojeg je snimio u popunosti na talijanskom jeziku. Talijanski kantautor Francesco De Gregori napisao je rijeći za pjesu "Diamante" koja je jedna od Zuccherovih najboljih, a pjesma "Tequila Bay" je završila na listi pjesama iz popularne serije iz 90-tih Baywatcha.

## Informacije
- Izdavačka kuća - : Polydor Records (Italija)

- Izašao: 13. lipnja, 1989.

- Napisali: Zucchero, Francesco De Gregori, Ennio Morricone, Mino Vergnaghi, Matteo Saggese.

## Pjesme
1. "Overdose (d'amore)" - 5:23
2. "Nice che dice" 3:19
3. "Il mare impetuoso al tramonto salì sulla Luna e dietro una tendina di stelle..." - 3:56
4. "Madre dolcissima" - 7:18
5. "Diavolo in me" - 4:05
6. "Iruben me" - 5:49
7. "A Wonderful World" - 4:35
8. "Diamante" - 5:52
9. "Libera l'amore" - 2:13